# Paul Georgenthum
Paul Georgenthum (2000) es un deportista francés que compite en triatlón. Ganó una medalla de oro en el Campeonato Europeo de Triatlón de 2019, en el relevo mixto.

## Palmarés internacional
| Campeonato Europeo | Campeonato Europeo   | Campeonato Europeo | Campeonato Europeo |
| Año                | Lugar                | Medalla            | Prueba             |
| ------------------ | -------------------- | ------------------ | ------------------ |
| 2019               | Weert (Países Bajos) | Medalla de oro     | Relevo mixto       |